# نورمان ليفين
نورمان ليفين هو كاتب ومؤلف كندي، ولد في 22 أكتوبر 1923 في أوتاوا في كندا، وتوفي في 14 يونيو 2005 في درم في المملكة المتحدة.